# Punctul de trecere a frontierei Nasib
Punctul de trecere a frontierei Nasib (în arabă مركز نصيب الحدودي) este o trecere internațională a frontierei între Siria și Iordania. Este unul dintre cele mai aglomerate puncte de trecere a frontierei din Siria și este situat pe autostrada internațională Damasc-Amman în apropiere de Nasib, Siria. Este principala trecere pentru exporturile siriene către Iordania și CCG țări. În aprilie 2015, punctul de trecere a căzut sub controlul Armatei Siriene Libere și Frontului al-Nusra în timpul Bătăliei de la Nasib Border Crossing. La 6 iulie 2018, armata siriană a recucerit punctul de trecere a frontierei Nasib în Ofensiva din 2018 din sudul Siriei.
Punctul de trecere a frontierei Nasib a fost redeschis oficial la 15 octombrie 2018.
După ce s-a închis din nou din cauza pandemiei DE COVID din 2020, precum și a ciocnirilor din Daraa 2021, punctul de trecere a frontierei Nasib s-a redeschis la 29 septembrie 2021.